# A Cincea Republică Franceză
A Cincea Republică este sistemul politic cu forma de stat republicană în vigoare în Franța după 4 octombrie 1958 până în ziua de astăzi. A Cincea Republică urmează după A Patra Republică instaurată în 1946.

## Istoria celei de-a Cincea Republici
Fiind numit în fruntea Consiliului de Stat în 1958, Generalul de Gaulle a însărcinat o echipă condusă de Michel Debré (viitor prim ministru și apropiat al acestuia) să pregătească un proiect de constituție care a fost aprobat prin referendum la data de 28 septembrie 1958, cu o majoritate de 79,2%, ceea ce a devenit Constituția din 4 octombrie 1958 deseori numită Constituția celei de-a Cincea Republici (franceză Constitution de la Cinquième République).
A cincea republică acordă o putere mai importantă Președintelui față de cea de-a patra republică. Până în 2000 mandatul președintelui era de 7 ani, ulterior acesta a fost redus la 5 ani. Acesta are și putere executivă, o dorință a Generalului de Gaulle încă de la redactarea constituției celei de-a patra republici.
Textul din 1958 a modificat și modul de alegere a președintelui republicii, care era ales până la acel moment de către Adunarea Națională și Senat reunite, modalitate care, în 1954, a dus la nu mai puțin de 13 tururi de scrutin. Prin noua constituție președintele era ales de un colegiu electoral, cu aproximativ 80.000 membri, format din deputați, senatori, primari, consilieri departamentali și reprezentanți ai consilierilor municipali. Acest sistem a fost utilizat doar o dată, în 10 decembrie 1958, ulterior, o modificare constituțională, ce prevedea alegerea președintelui prin sufragiu universal, a fost aprobată prin referendum, de atunci această opțiune nefiind contestată decât marginal. 
Aceste noi puteri ale președintelui, precum și importanța faptului că acesta este ales în mod direct, lucruri cuplate cu reorganizarea forțelor politice care au permis formarea de majorități parlamentare stabile, au dus la introducerea a două noțiuni: "prezidențiabilitatea puterii" (faptul că președintele este un actor foarte important pe scena politică) și "coabitare" (situația în care majoritatea parlamentară care susține guvernul este din cealaltă parte a spectrului politic decât președintele). 
Mișcarea populară din mai 1968 paralizează regimul pentru câteva săptămâni, datorită unor insurecții fără precedent. Această mișcare se încadrează într-o mișcare revoluționară mondială și este influențată de curente de extremă stânga (maoism, troțkism, anarhism etc.), care vor marca anii 1970. Din 1984, peisajul politic este marcat de creșterea partidului de extremă dreapta Frontul Național, care înregistrează de atunci scoruri electorale de peste 10%. În același timp, electoratul de extremă stânga se diminuează și este împărțit de mai multe grupări politice.
De la jumătatea anilor 1990, Franța este marcată și de revenirea mișcărilor sociale, mai puternice decât cele din anii 1980. Astfel, au loc numeroase mișcări de protest: ale liceenilor (1994, 1995, 1999, 2005), ale studenților (1994, 1995, 2006), ale funcționarilor(1995), ale șomerilor (1997-1998), ale persoanelor aflate pe teritoriul Franței fără documente (din 1996), ale profesorilor (1995, 2003).

## Situația instituțională actuală

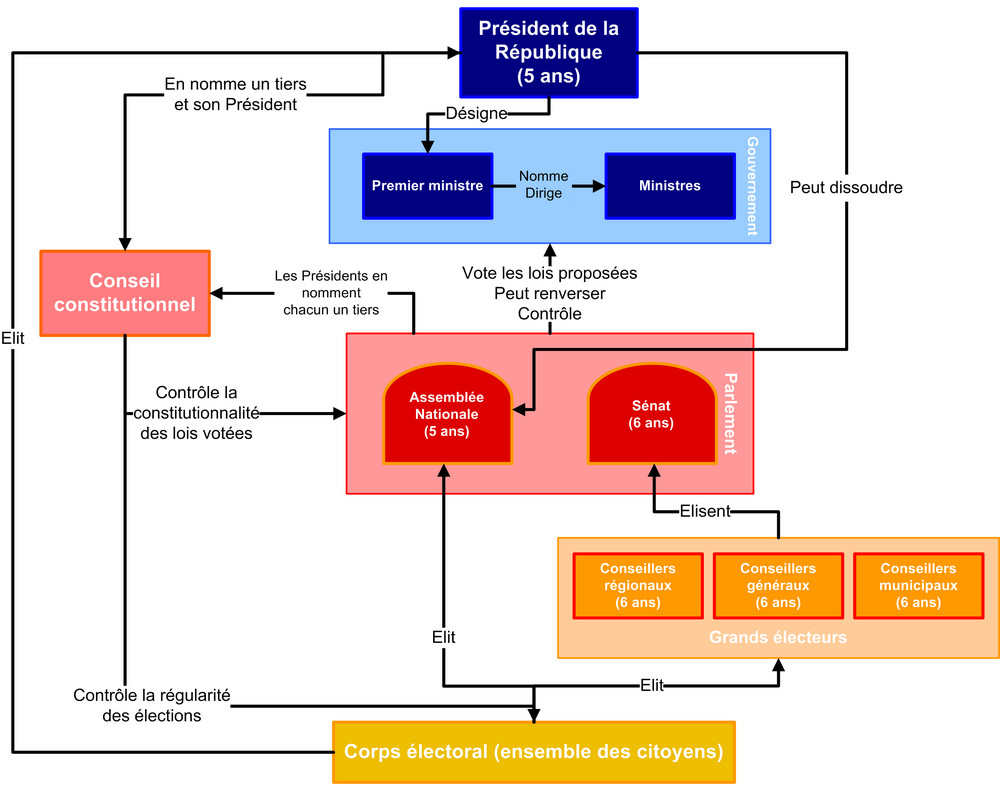
Organigrama celei de a cincea republici

Cea de a cincea republică este un regim parlamentar în care puterea executivă colaborează cu puterea legislativă în cadrul unui sistem de separare a puterilor. Spre deosebire de regimurile prezidențiale (în genul celor din Statele Unite, Brazilia) unde cele două puteri sunt strict separate, fiecare putere dispune de un mijloc de presiune asupra celeilalte: - Adunarea Națională poate răsturna guvernul printr-o moțiune de cenzură; - Președintele poate dizolva Adunarea Națională. Spre deosebire de celelalte regimuri parlamentare (în genul celor din Regatul Unit, Germania), a cincea republică funcționează optimal dacă majoritatea parlamentară și președintele sunt de aceeași parte a spectrului politic, situație în care premierul este responsabil de asemenea, în mod practic dar nu in mod legal, în fața președintelui care îi poate cere să demisioneze. În caz de coabitare, în mod uzual, guvernul este responsabil de politica internă a Franței în timp ce președintele este responsabil re reprezentarea externă a țării.
Alegerea președintelui prin sufragiu universal îi acordă acestuia o importanță politică considerabilă, acesta putând numi și demite primul ministru în funcție de prestația acestuia și a guvernământului său. Guvernul este responsabil în fața Parlamentului, iar președintele are putere de a-l dizolva pe acesta, iar în situații de criză poate fi învestit cu puteri speciale. 
Parlamentul este constituit din Adunarea Națională, formată din 577 deputați aleși pentru 5 ani prin sufragiu universal direct, și din Senat, format actualmente din 331 senatori, număr care va crește la 341 în 2008 și la 346 în 2011. Senatorii sunt aleși pe o durată de 6 ani de către un colegiu electoral format din "marii electori" (franceză grands électeurs) (deputați, consilieri generali, consilieri regionali și primari) și este reînnoit cu jumătate la fiecare trei ani.